# 貝尼邁拉勒

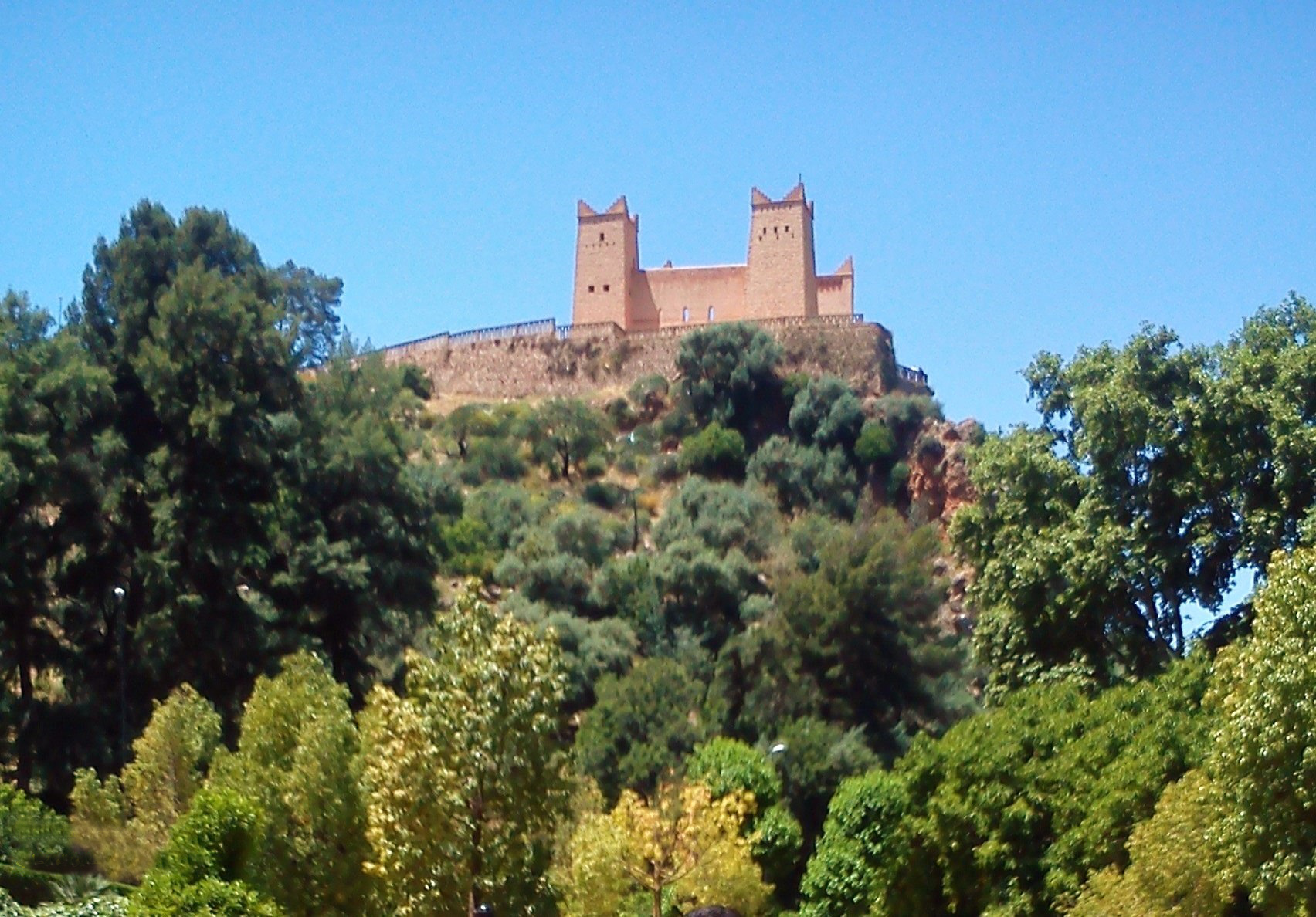
厄尔尼诺古堡泉 Asserdoune 贝尼迈拉勒

貝尼邁拉勒是非洲北部國家摩洛哥的城市，也是塔德萊-艾濟拉勒大區的首府，位於達爾貝達以南160公里，海拔高度620米，每年降雨量300到750毫米，是摩洛哥增長最快的城市之一，農業是該地區的主要經濟產業，出產橘子、橄欖、無花果等農業品，2004年人口163,286。

## 外部連結
- https://web.archive.org/web/20110812082731/http://beni-mellal.info/modules/tinycontent/index.php?id=15
- https://web.archive.org/web/20110903073529/http://www.addictedtotravel.com/travel-guides/places-to-visit/beni-mellal_morocco-travel-guide
- Lexicorient （页面存档备份，存于）